# Амид серебра
Амид серебра — неорганическое соединение, 
производное аммиака с формулой AgNH2,
белое вещество,
неустойчивое, разлагается со взрывом при высушивании.

## Получение
- Реакция амида калия и нитрата серебра в жидком аммиаке:

{\displaystyle {\mathsf {AgNO_{3}+KNH_{2}\ {\xrightarrow {}}\ AgNH_{2}+KNO_{3}}}}
- Упаривание аммиачного раствора оксида серебра в присутствии концентрированной серной кислоты:

{\displaystyle {\mathsf {[Ag(NH_{3})_{2}]OH\ {\xrightarrow {}}\ AgNH_{2}+NH_{4}OH}}}

## Физические свойства
Амид серебра образует неустойчивое белое вещество, чувствительное к действию света, разлагается со взрывом при высушивании.
Растворяется в жидком аммиаке.